# 古尔图站
古尔图站是位于新疆维吾尔自治区乌苏市古尔图乡的一个铁路车站，邮政编码833015。车站成立于2003年6月15日，有北疆铁路经过该站，不办理客货运业务，车站及其上下行区间均为电气化区段。车站距离乌鲁木齐站340公里，隶属乌鲁木齐铁路局，是五等站，主要担负着会让车业务。由于乌精二线修双线，于2008年12月11日正式关闭。